# Pachyschistochila leucophylla
Pachyschistochila leucophylla är en bladmossart som först beskrevs av Johann Georg Christian Lehmann och Gottsche, Lindenb. et Nees, och fick sitt nu gällande namn av R.M.Schust. et J.J.Engel. Pachyschistochila leucophylla ingår i släktet Pachyschistochila och familjen Schistochilaceae. Inga underarter finns listade i Catalogue of Life.